# Izalzu/Itzaltzu
Izalzu/Itzaltzu (spanisch Izalzu, baskisch Itzaltzu) ist ein Ort und eine Gemeinde im gemischtsprachigen Teil der Autonomen Gemeinschaft Navarra mit 38 Einwohnern (Stand: 2024).

## Lage
Izalzu/Itzaltzu liegt etwa 58 Kilometer ostnordöstlich von Pamplona nahe der Grenze zwischen Frankreich und Spanien in einer Höhe von ca. 805 m.

## Sehenswürdigkeiten

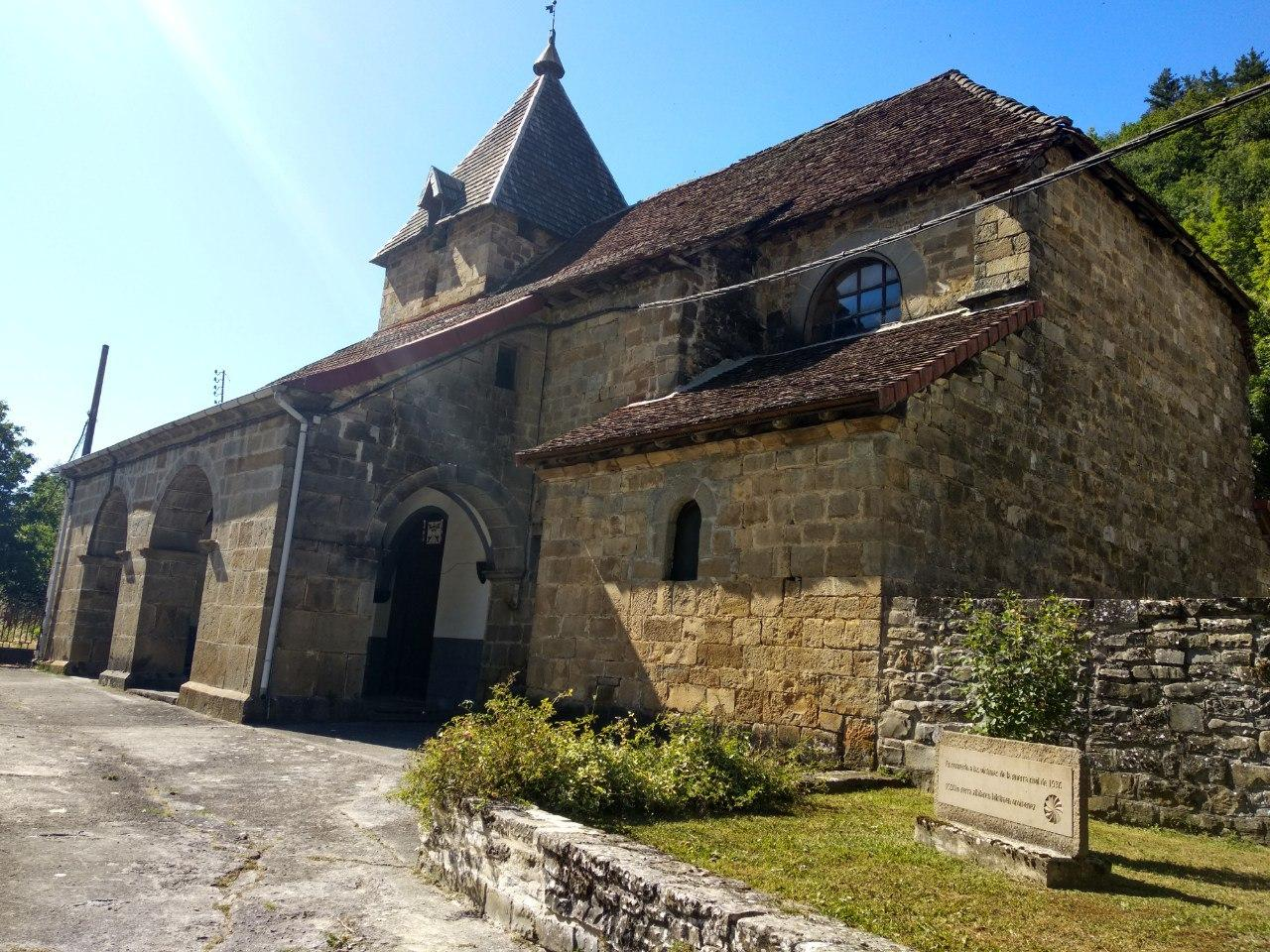
Salvatorkirche
- Josephskapelle
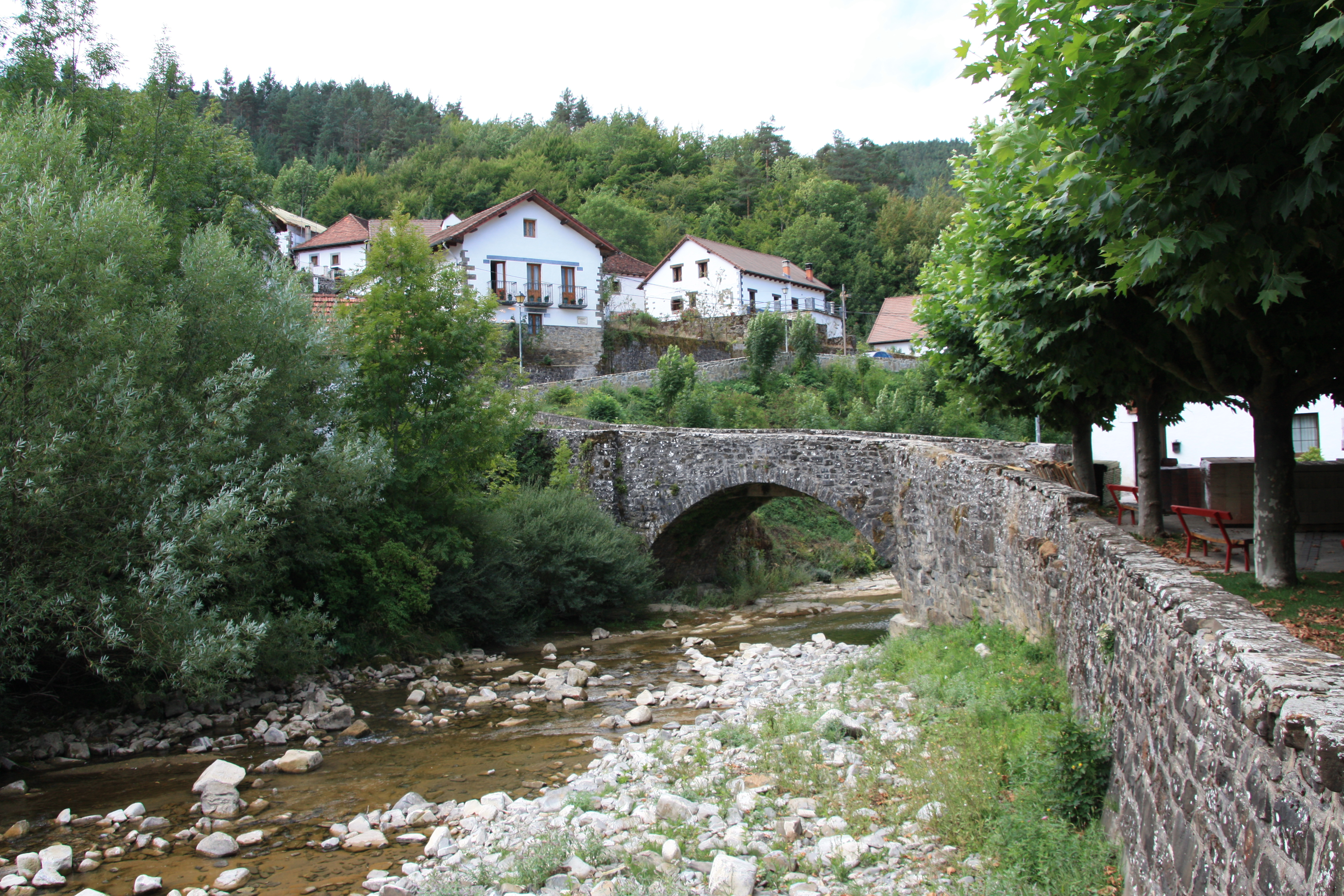
Brücke über den Salazar

- Salvatorkirche
- Brücke über den Salazar